# Phyllostylon orthopterum
Phyllostylon orthopterum là một loài thực vật thuộc họ Ulmaceae. Đây là loài đặc hữu của Bolivia. Chúng hiện đang bị đe dọa vì mất môi trường sống.